# Moonfog 2000 – A Different Perspective
Moonfog 2000 – A Different Perspective ist die zweite Label-Kompilation von Moonfog Productions. Sie besteht aus einer CD mit unveröffentlichten Liedern und einer mit einer Auswahl aus früheren Moonfog-Veröffentlichungen.

## Titelliste
CD 1
1. Satyricon – Electric Renaissance – 1:11
2. Eibon – Mirror Soul Jesus – 5:05
3. Thorns – Stellar Master Elite – 3:50
4. Gehenna – Crucified One – 3:56
5. Darkthrone – God of Disturbance and Friction – 3:41
6. Thorns – You That Mingle May – 2:48
7. Dødheimsgard – Haemorrhage – Era One Reconstructed – 5:03
8. Wongraven Vs Päronsoda – Walking Away From the End of the World – 3:59

CD 2
1. Satyricon – Supersonic Journey – 7:46
2. Dødheimsgard – Traces of Reality – 7:07
3. Darkthrone – Ravishing Grimness – 7:26
4. Thorns – The Discipline of Earth – 6:46
5. Gehenna – The Killing Kind – 3:36
6. Emperor – Ærie Descent – 6:05
7. Satyricon – Mother North – 6:22
8. Dødheimsgard – Ion Storm – 4:19

## Stil
Satyricons Electric Renaissance besteht aus einem Riff aus dem Lied Prime Evil Renaissance, das Satyr mit Verzerrungen, industrial-artigen Störgeräuschen und einem gesprochenen Text über außerirdisches Leben zu einer Art kurzem Intro umarbeitete.
Mirror Soul Jesus vom „Allstar“-Projekt Eibon ist ein thrash- und rock-lastiger Titel, der zwischen mittlerem und niedrigem Tempo wechselt und etwas an Celtic Frost und durch Phil Anselmos Stimme an Pantera erinnert.
Stellar Master Elite ist ein Lied im typischen, vom Industrial Metal beeinflussten Stil neuerer Thorns-Stücke.
Mit Crucified One setzt Gehenna die mit dem Album Adimiron Black begonnene Entwicklung zum Death Metal fort. Gegen Ende des Stücks setzt die Band ein Keyboard ein.
God of Disturbance and Friction von Darkthrone ist ein monotones Lied in einem ähnlichen Stil wie ihr Album Ravishing Grimness.
Thorns’ You That Mingle May ist ein alter Demo-Titel, den Snorre W. Ruch mit Fenriz von Darkthrone am Schlagzeug und Satyr am Gesang neu einspielte. Ruch zufolge komme das Stück damit dem nahe, wie es in den frühen 1990er Jahren mit Gesang und Schlagzeug geklungen hätte. Allerdings entspricht der Klang eher neueren Thorns-Aufnahmen.
Dødheimsgards Haemorrhage – Era One Reconstructed basiert teilweise auf Material aus der Zeit des Debütalbums Kronet til konge. Das Stück beginnt mit ebendiesem, das durch Störgeräusche verfremdet wird, geht nach 16 Sekunden abrupt in eine technoide Phase über; nach 42 Sekunden und ein paar Beckenschlägen kommt ein Break, dem eine Crossover-Phase folgt, in der simple Gitarrenriffs und elektronische Elemente verbunden werden.
Walking Away From the End of the World ist eine Zusammenarbeit von Satyrs Soloprojekt Wongraven mit Espen Enger von Päronsoda. Das Instrumentalstück im Trip-Hop-Stil enthält ein Riff aus dem Lied Prime Evil Renaissance und ein paar Samples.
Supersonic Journey stammt von Satyricons Album Rebel Extravaganza, auf dem die Band sich mit Fremdeinflüssen vom traditionellen Black Metal entfernte.
Dødheimsgards Traces of Reality von der EP Satanic Art und verbindet Black Metal mit avantgardistischen Elementen wie dem Einsatz von Piano, Violine und Samples aus der Serie Twin Peaks.
Ravishing Grimness ist ein Lied vom gleichnamigen Album in mittlerem Tempo. Statt Blastbeats spielt Fenriz hier D-Beats.
Thorns’ The Discipline of Earth verbindet Black- und Industrial-Metal-Einflüsse. Das Lied stammt von der Split-CD Thorns VS Emperor.
The Killing Kind von Gehennas Album Adimiron Black ist ein aggressives Black-/Death-Metal-Stück.
Emperors Ærie Descent ist ein Thorns-Cover von der gemeinsamen Split-CD. Die langsamen Riffs werden von Keyboards begleitet, der Gesang entspricht dem von Emperors eigenen Liedern.
Mother North von Satyricons Nemesis Divina ist ein Lied in einem traditionellen, epischen Black-Metal-Stil mit nahezu durchgehender Doublebass und unterschiedlich schnellen Blastbeats.
Dødheimsgards Ion Storm vom Album 666 International vermischt Black Metal mit verschiedenen Elementen vor allem aus dem Industrial Metal und Cybergrind. Verbunden mit elektronischen Elementen wechseln sich eingängige rhythmische Stellen mit extrem schnellen Blastbeat-Passagen ab und ergeben einen chaotischen Klang. Der Text wird teilweise fast gesprochen, teilweise gegrowlt.

## Kritiken
Die Zusammenstellung sehr unterschiedlicher Lieder sorgte für gemischte Gesamtbewertungen. Deadleft vom Vönger-Webzine sah die Titel von Satyricon, Darkthrone und Wongraven Vs Päronsoda als „Totalausfälle“ und die Anschaffung als nur bedingt lohnend an. Götz Kühnemund vom Rock-Hard-Magazin bezeichnete zwar die Lieder von Satyricon und Wongraven als „überflüssige Geräusch-Collagen“, die Doppel-CD insgesamt aber als empfehlenswert.